# 仲江
仲江（？—？），子姓，仲氏，名江，是公孙师的儿子，右师戊的孙子，宋国的卿。
前559年春，吴国到晋国报告战败情况，鲁国的季孙宿、叔老和晋国的士匄、齐国的崔杼、宋国的华阅、仲江，卫国的北宫括，郑国的公孙虿，曹国人，莒国人，邾国人，滕国人，薛国人，杞国人，小邾国人和吴国人在向地会见，为吴国策划进攻楚国。
前559年夏季四月，叔孙豹和荀偃、崔杼、华阅、仲江、北宫括、公孙虿，曹国人，莒国人，邾国人，滕国人，薛国人，杞国人，小邾国人讨伐秦国。
因为仲江的怠慢，这两次活动中《春秋》都没有记载他的名字。